# 하이웨이맨 (2004년 영화)
《하이웨이맨》(영어: Highwaymen)은 미국에서 제작된 로버트 하먼 감독의 2004년 범죄 액션 스릴러 영화이다. 짐 커비즐, 로나 미트라 등이 출연하였고, 캐럴 켐프 등이 제작에 참여하였다.

## 출연진
- 짐 커비즐
- 로나 미트라
- 콜름 피오
- 고든 커리
- 프랭키 페이존
- 앤드리아 로스

## 기타 제작진
- 미술: 폴 D. 오스터베리
- 의상: 루이스 M. 시케이라